# Liste der Biografien/Ase
Liste der Biografien |
Portal Biografien |
Personensuche
# |
A |
B |
C |
D |
E |
F |
G |
H |
I |
J |
K |
L |
M |
N |
O |
P |
Q |
R |
S |
T |
U |
V |
W |
X |
Y |
Z |
?
 
Aa |
Ab |
Ac |
Ad |
Ae |
Af |
Ag |
Ah |
Ai |
Aj |
Ak |
Al |
Am |
An |
Ao |
Ap |
Aq |
Ar |
As |
At |
Au |
Av |
Aw |
Ax |
Ay |
Az
 
Asa |
Asb |
Asc |
Asd |
Ase |
Asf |
Asg |
Ash |
Asi |
Asj |
Ask |
Asl |
Asm |
Asn |
Aso |
Asp |
Asq |
Asr |
Ass |
Ast |
Asu |
Asv |
Asw |
Asy |
Asz
Die Liste der Biografien führt alle Personen auf, die in der deutschsprachigen Wikipedia einen Artikel haben. Dieses ist eine Teilliste mit 57 Einträgen von Personen, deren Namen mit den Buchstaben „Ase“ beginnt.

## Ase
- Åse, Tone (* 1965), norwegische Sängerin

### Asef
- Asef, Jewno Fischelewitsch (1869–1918), russischer Politiker, Terrorist und Polizeispitzel
- Asefi, Khushal (* 1987), afghanischer TV-Moderator, Journalist und Universitätsdozent
- Asefi, Mohammad Yusuf (* 1961), afghanischer Arzt und Maler

### Asek
- Aséko, Noël (* 2005), deutsch-äquatorialguineischer Fußballspieler

### Asel
- Asel, Johannes III. von († 1472), Bischof von Verden
- Asell, Marko (* 1970), finnischer Politiker, Mitglied des Reichstags und Ringer
- Aselli, Gaspare († 1626), italienischer Chirurg und Anatom
- Asellio, Sempronius, römischer Historiker
- Asellius Aemilianus († 193), römischer Senator und Unterstützer des Pescennius Niger
- Asellus, Flavius Eugenius, römischer Beamter und Militärperson
- Aselmann, Martin (* 1986), deutscher Schauspieler
- Aselmann, Uli (* 1957), deutscher Film- und Fernsehproduzent
- Aselmeyer, Carina (* 1992), deutsche Handballspielerin
- Aselton, Katie (* 1978), US-amerikanische Schauspielerin und RegisseurinKatie Aselton (* 1978)

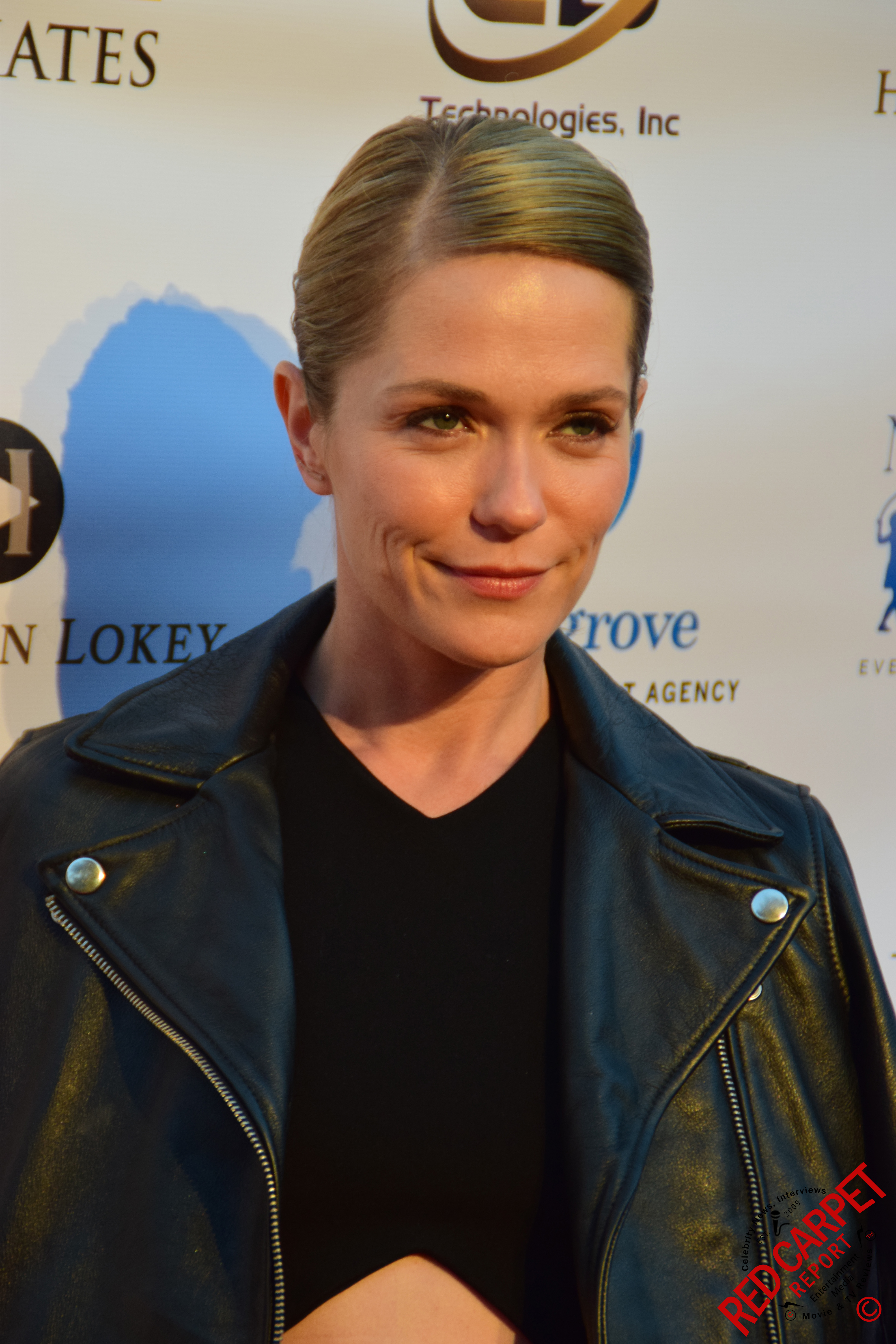
Katie Aselton (* 1978)

### Asem
- Asemani, Raheleh (* 1989), iranisch-belgische Taekwondo-Sportlerin
- Ašembergas, Juozas (* 1936), litauischer Diplomat, Politiker und stellv. Minister
- Asemissen, Hermann (1889–1965), deutscher Übersetzer
- Asemissen, Hermann Ulrich (1920–2006), deutscher Philosoph und Kunsthistoriker
- Asemissen, Oskar (1844–1900), deutscher Jurist und Politiker
- Asemota, Duan (* 1996), kanadischer Sprinter
- Asemota, Reality (* 2002), nigerianischer Fußballspieler

### Asen
- Asen, Carl Theodor (1875–1927), deutscher Maler
- Asen, Johannes (1882–1979), deutscher Bibliothekar und Historiker
- Asena, Duygu (1946–2006), türkische Journalistin, Schriftstellerin und Frauenrechtlerin
- Asenbaum, Elisa (* 1959), österreichische bildende Künstlerin, Kuratorin und Buchautorin
- Asenbeck, Nikolaus (1930–2021), deutscher Politiker (CSU), MdL
- Asencio i Ruano, Vicent (1908–1979), spanisch-valencianischer Komponist
- Asencio, Raúl (* 2003), spanischer Fußballspieler
- Asendorf, Charlotte (1919–2007), deutsche Schauspielerin
- Asendorf, Christoph (* 1955), deutscher Kunstwissenschaftler
- Asendorf, Claus (* 1946), deutscher Jurist und ehemaliger Richter am Bundesgerichtshof
- Asendorf, Kurt (1923–1999), deutscher Autor und Heimatforscher
- Asendorf, Manfred (1944–2017), deutscher Historiker
- Asendorf, Regina (* 1961), deutsche Politikerin (Bündnis 90/Die Grünen), MdL
- Asendorpf, Bartold (1888–1946), deutscher Maler und Grafiker
- Asendorpf, Dirk (* 1959), freier Journalist
- Asendorpf, Jens (* 1950), deutscher Psychologe
- Asenijeff, Elsa (1867–1941), österreichische Schriftstellerin des Frühexpressionismus
- Asenjo, Juan José (* 1945), spanischer Geistlicher, Theologe und emeritierter römisch-katholischer Erzbischof von Sevilla
- Asenjo, Sabina (* 1986), spanische Diskuswerferin
- Asenjo, Sergio (* 1989), spanischer Fußballtorhüter
- Asenkerschbaumer, Stefan (* 1956), deutscher Manager
- Asens, Jaume, spanischer Politiker des Movimento Sumar
- Asensi, Enrique (* 1950), spanischer Bildhauer
- Asensi, Francisco (1936–2013), spanischer Schriftsteller
- Asensi, Juan Manuel (* 1949), spanischer Fußballspieler
- Asensi, Matilde (* 1962), spanische Schriftstellerin
- Asensi, Neus (* 1965), spanische Schauspielerin
- Asensi, Vicente (1919–2000), spanischer Fußballspieler
- Asensio Barroso, Florentino (1877–1936), spanischer römisch-katholischer Bischof
- Asensio, Marco (* 1996), spanischer FußballspielerMarco Asensio (* 1996)

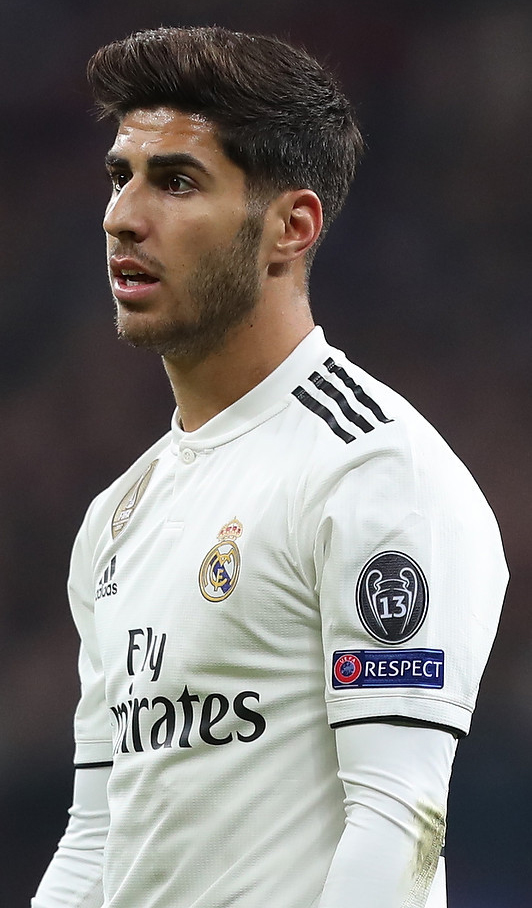
Marco Asensio (* 1996)

- Asensio, Melanio (1936–2021), spanischer Leichtathlet

### Aseo
- Aseo, Medil (* 1954), philippinischer Geistlicher, römisch-katholischer Bischof von Tagum

### Aser
- Ašeradens, Arvils (* 1962), lettischer Politiker
- Aserinsky, Eugene (1921–1998), US-amerikanischer Mediziner
- Åserud, Bent (* 1950), norwegischer Komponist